# Cheder

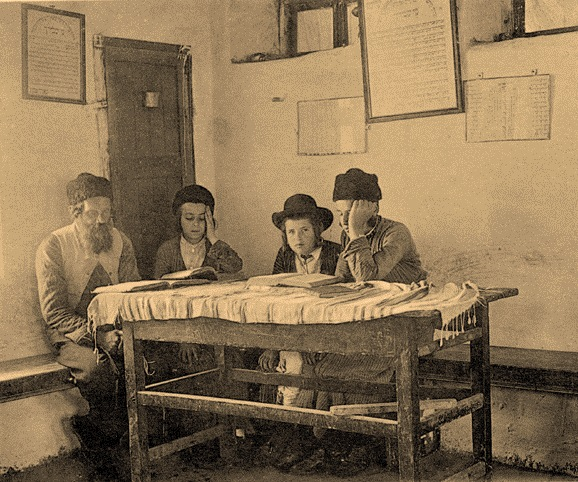
Cheder em Meiron, Palestina, Império Otomano (1912)

Um cheder (hebraico: חדר, "sala", "quarto", pronunciado em ídiche como khéyder) é uma instituição de ensino primário tradicional do judaísmo, com o objetivo de ensinar para seus alunos o básico da religião e da língua hebraica.

## Século XXI
Em comunidades ortodoxas judaicas da atualidade espalhadas pelo mundo, os chadarim (plural de cheder) são, às vezes, frequentados fora do horário escolar geral. Neles, crianças judaicas estudando em escolas gentias podem ter contato com os conhecimentos básicos sobre as tradições e a religião judaicas e a língua hebraica. 
Nessas comunidades, a frequência regular nos chadarim é regularmente um prerequisito para a possibilidade dos meninos lerem uma porção da Torá em seu Bar Mitzvá e para as meninas participarem de um. Em comunidades do judaísmo conservador ou do judaísmo reformista, geralmente mais secularizadas e assimiladas pela cultura local, também é comum a presença de um programa de ensino similar, porém mais relaxado nas questões doutrinárias.
Já em comunidades ortodoxas mais insulares da Diáspora, cheder é um termo utilizado para denominar uma escola primária privada que possui como prioridade em seu currículo o estudo religioso, porém ainda leciona disciplinas seculares. Essas instituições de ensino estão cada vez mais populares nas comunidades de judeus Haredi nos Estados Unidos e na Europa, regiões que majoritariamente determinam currículos base em suas instituições de educação.
No Estado de Israel, que não possui uma base curricular nacional, a distinção entre uma escola primária secular e um cheder é raramente feita, já que as escolas das comunidades Haredi possuem a tendência de ensinar apenas um nível rudimentar de conhecimento secular.